# Jungkal
Jungkal is een bestuurslaag in het regentschap Ogan Komering Ilir van de provincie Zuid-Sumatra, Indonesië. Jungkal telt 1197 inwoners (volkstelling 2010).